# Coriarachne brunneipes
Coriarachne brunneipes är en spindelart som beskrevs av Banks 1893. Coriarachne brunneipes ingår i släktet Coriarachne och familjen krabbspindlar. Inga underarter finns listade i Catalogue of Life.